# Lipomera (Tetracope) curvintestinata
Lipomera (Tetracope) curvintestinata là một loài chân đều trong họ Munnopsidae. Loài này được Wilson miêu tả khoa học năm 1989.